# Francesco Barzaghi

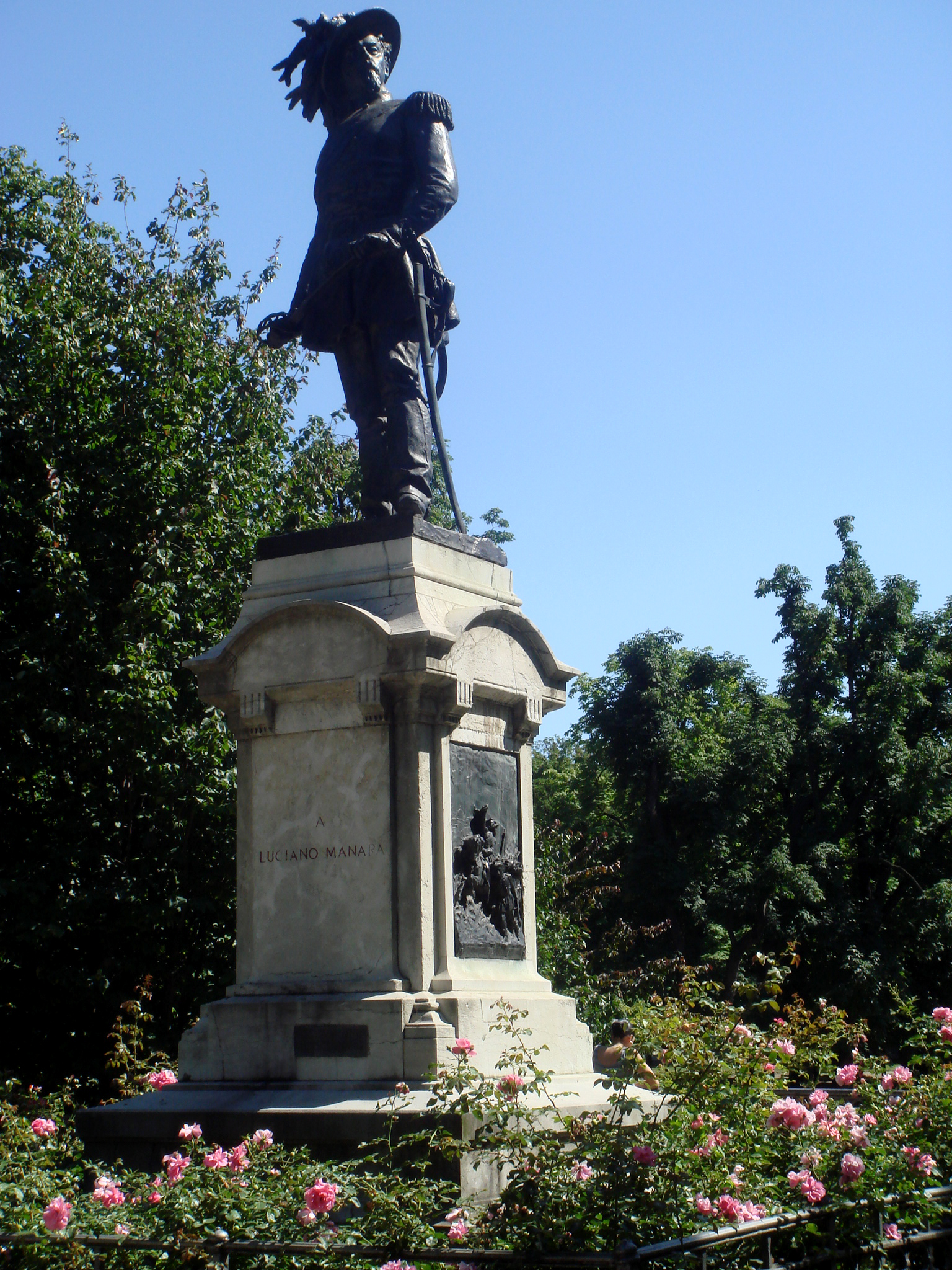
Luciano Manara emlékműve Milánóban

Francesco Barzaghi (magyarosan Barzaghi Ferenc), (Milánó, 1839. – Bécs, 1892.) olasz szobrász, Adolfo Wildt és Gerenday Béla mestere.

## Életpályája
A milánói akadémián tanult, majd tanított. Akadémikus szobrász volt, tanítványai közé tartozott például a lombardiai Adolfo Wildt és a magyar Gerenday Béla. Igen foglalkoztatott szobrásszá vált, számos magán-, egyházi- és állami megrendelést kapott és teljesített.

## Stílusa
Stílusa kezdettől fogva lírai volt. Fiatalos, eszményi alakjainak jellemző tulajdonsága az elevenség, a szépség és a dinamizmus. Mesterien bánt a márvánnyal, kiváló kompozícióteremtő készséggel formázott.

## Főbb művei
- Legszebb művei közé tartozik Jean-Léon Gérôme festménye után készült szoborcsoportja, a Friné bírái előtt, továbbá Mózes megmentése, A leány és az eb, A halászgyerek, Flóra és a selyemruhás leány.
- Lisszabon városa számára ő készítette el Don Pedro szobrát.
- Számos monumentális emlékművet készített híres politikusokról, gondolkodókról és művészekről, köztük Alessandro Manzoni, Niccolò Tommaseo, III. Napóleon, Garibaldi, II. Viktor Emánuel olasz király, Francesco Hayez, külön figyelmet érdemel az emlékművek talapzatán elhelyezett reliefek festői látásmódja.

## Galéria

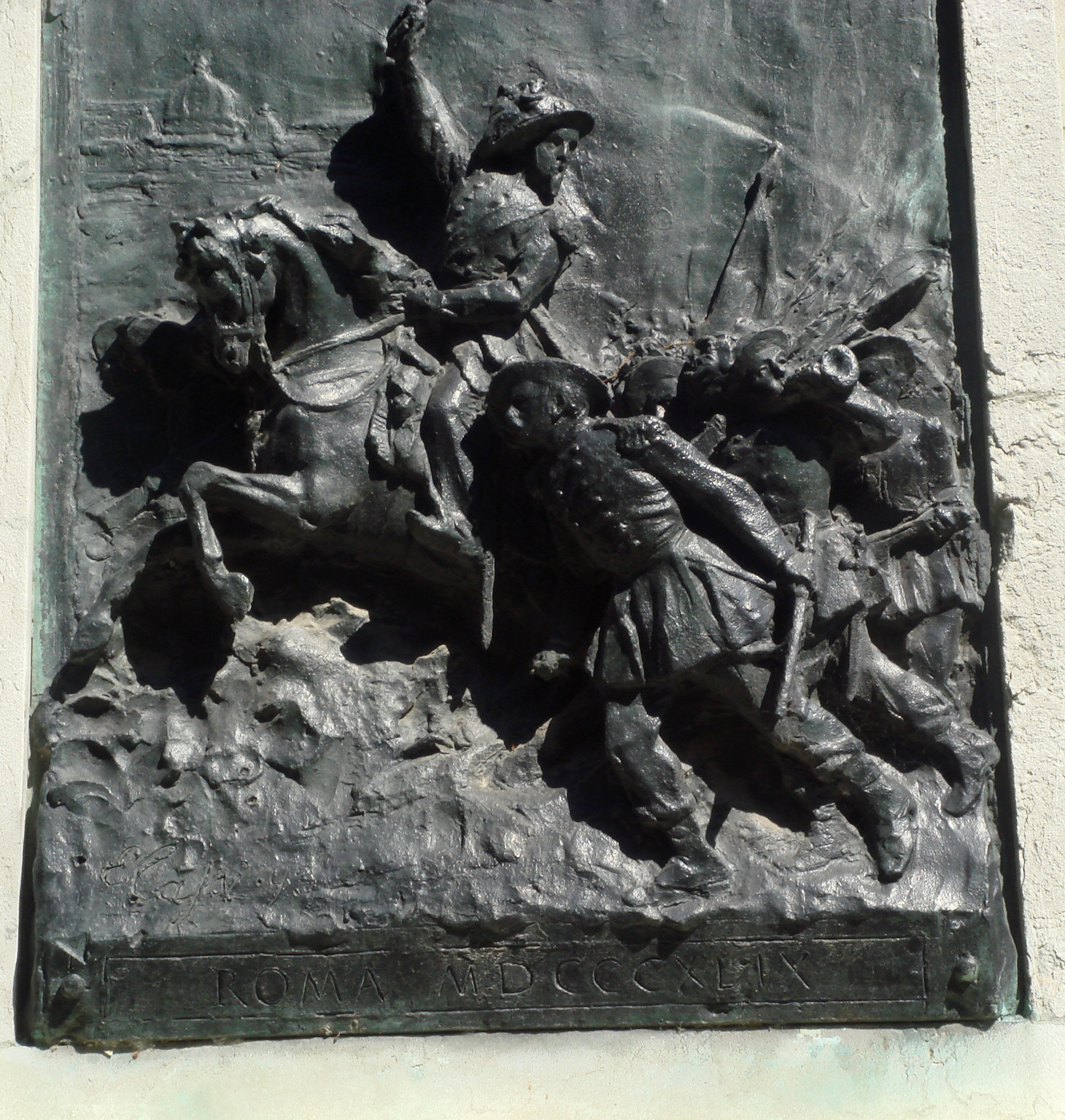
Luciano Manara emlékmű (részlet, Manara lovasszobra az emlékmű talapzatán, relief)
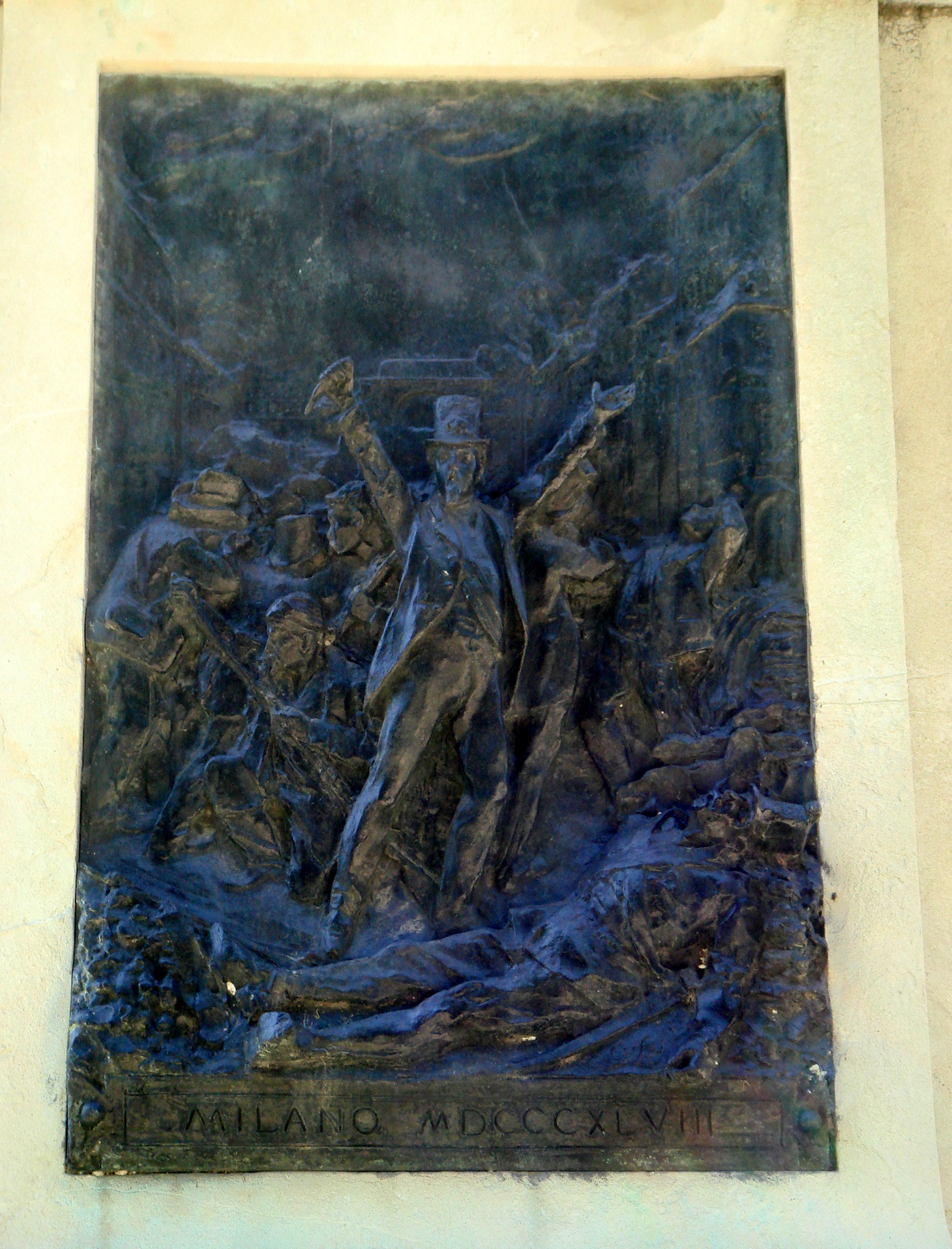
Luciano Manara emlékmű (részlet, relief az emlékmű talapzatáról)
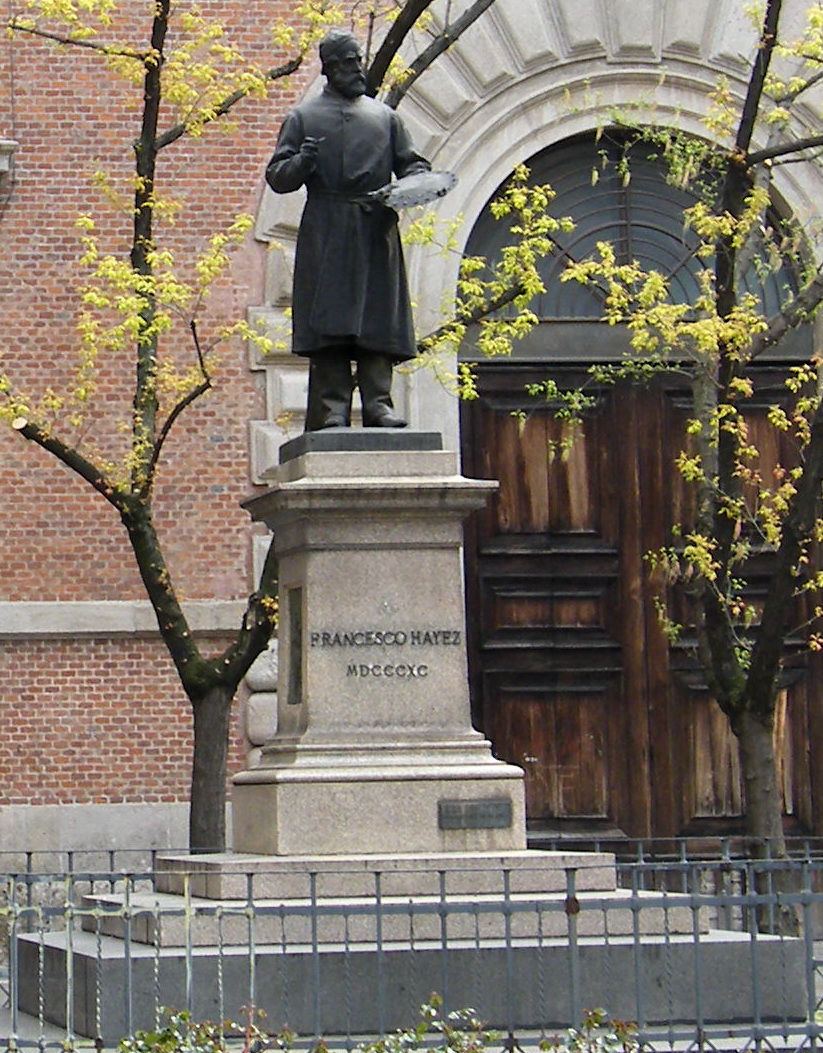
Francesco Hayez olasz festő emlékműve (1890, Milánó)
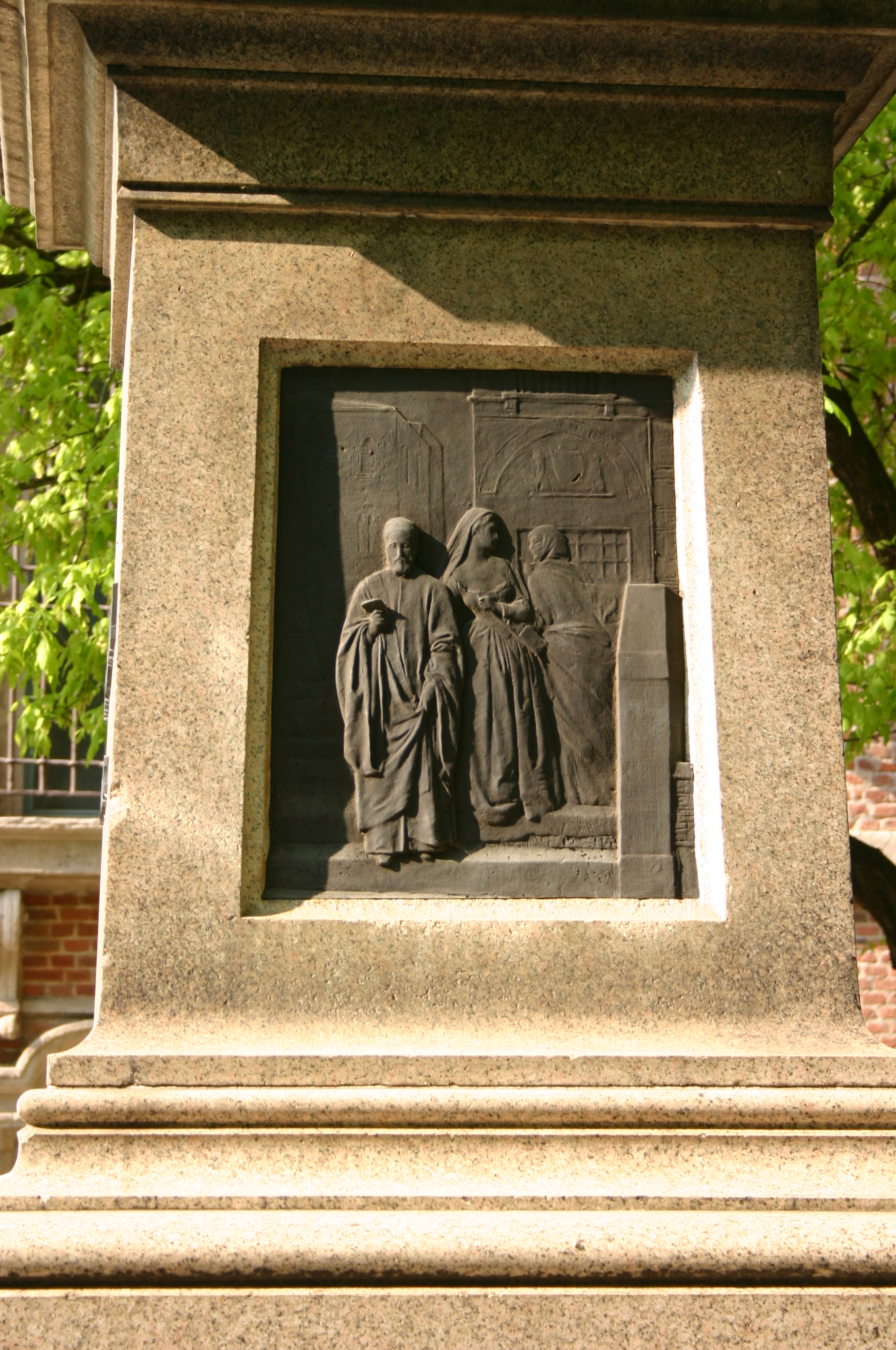
Francesco Hayez-emlékmű (részlet)
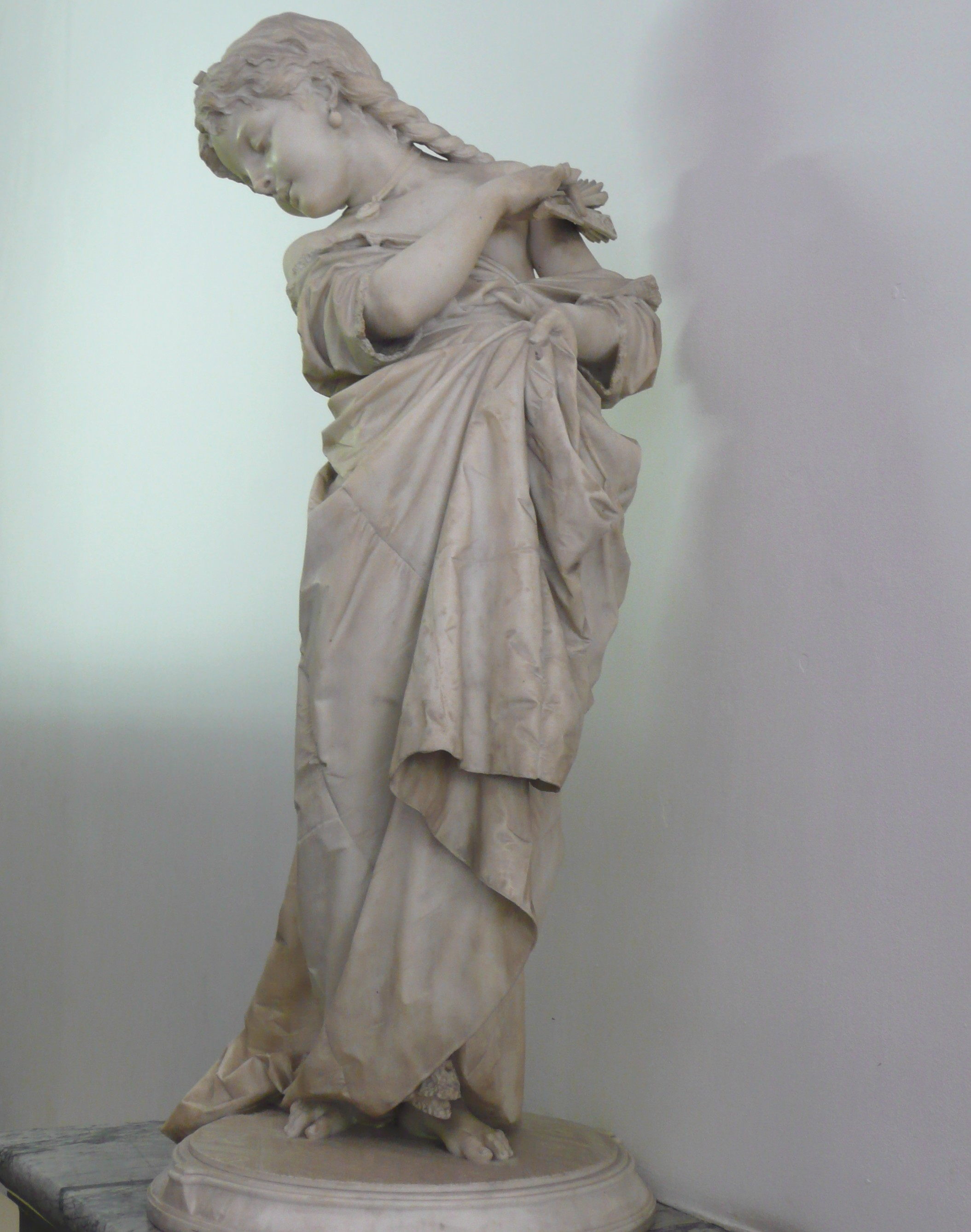
Vanarella, Milánó 1877, musée des Beaux-Arts Jules Chéret. Nizza (Franciaország)